# Estadio Andarivel
Este recinto más conocido como Estadio Andarivel de El Monte, es un estadio de fútbol ubicado en la comuna de El Monte distante a 40 km de la ciudad de Santiago, en Aníbal Pinto N° 149 esquina Manuel Rodríguez. En los años 80 y 90 lo ocupaba el Club Andarivel de El Monte que disputaba la Cuarta División del fútbol chileno y a comienzos de la década del 2010 lo ocupaba el club Sportverein Jugendland, que disputaba la Tercera División B de Chile. Desde el 2020 será el lugar donde hará de localía el Clan Juvenil de Peñaflor, equipo que milita en la Tercera División B.

## Capacidad
El Estadio Andarivel de El Monte cuenta con una capacidad de 1500 espectadores.